# Unterfranken
Unterfranken nằm ở vùng Franken, thuộc bang Bayern vừa là một tỉnh và cũng là một vùng hành chính. Nó nằm ở phía tây bắc Bayern và có ranh giới với các bang Baden-Württemberg về phía nam, Hessen về phía tây, Thüringen ở phía bắc, và về phía đông với các vùng hành chính của Bayern Oberfranken, Mittelfranken.
Cơ sở hành chính tỉnh cũng như của vùng hành chính là thành phố Würzburg.
Tên Unterfranken, cũng tương tự như trong trường hợp Ober- và Niederbayern, đặt theo vị trí của nó với dòng sông Main (Oberfranken nằm ở thượng lưu, Unterfranken hạ lưu còn Mittelfranken nằm ở trung lưu). Lối đặt tên bắt đầu từ hiến pháp 1808 của vương quốc Bayern được viết bởi Công tước Montgelas, bắt chước theo kiểu nước Pháp, lấy dòng sông làm chuẩn.